# Kovačevci
Kovačevci (Hongaars: Vaskovácsi, Prekmurees: Kovačovci) is een plaats in Slovenië en maakt deel uit van de gemeente Grad in de NUTS-3-regio Pomurska. De plaats telde 95 inwoners op 1 januari 2020.